# SBT RS
SBT RS é uma emissora de televisão brasileira sediada em Porto Alegre, capital do estado do Rio Grande do Sul. Opera no canal 5 (28 UHF digital), e é uma emissora própria do SBT. Transmite sua programação para 95% do estado do Rio Grande do Sul. Seus estúdios ficam localizados no bairro de Santa Tereza, e sua torre de transmissão está no alto do Morro da Polícia.

## História
Anterior ao surgimento da TVS Porto Alegre, existiu a TV Piratini, fundada em 20 de dezembro de 1959 pelos Diários Associados e emissora própria da Rede Tupi, além de ter sido a primeira emissora da cidade de Porto Alegre e do Rio Grande do Sul. Tal qual sua rede, teve sua concessão cassada em 18 de julho de 1980 em razão da crise financeira da emissora.

### Jornalismo
Na década de 1980, o telejornalismo noturno do canal 5 teve sua estreia com um informativo local compulsório em 1981, criado para justificar a concessão de emissora geradora. Nas primeiras semanas após entrar no ar, a TVS começava suas transmissões no fim da tarde. Um dos primeiros programas na grade era o Jornal da Tarde, exibido as 17h15. No ano seguinte, conforme o jornalismo nacional do SBT foi ganhando espaço, a emissora de Porto Alegre passou a exibir blocos locais do telejornal Noticentro, acompanhando-o em diversas trocas de horário.
Em 1984, duas mudanças no jornalismo local do SBT RS. O conteúdo regional do Noticentro foi substituído pelo Jornal da Cidade. O informativo entrou no ar na faixa das 19h15 e tinha dez minutos de duração. Em paralelo a essa novidade, foi lançado ainda um telejornal de fim de noite chamado Jornal 24 Horas. Este também contava com blocos locais em Porto Alegre. No ano de 1986, houve uma repaginação na proposta de jornalismo local da então TVS. O Jornal da Cidade passou a se chamar Cidade 5, e ganhou mais 20 minutos de duração.
Em 1989, outra modificação de conteúdo. Com a estreia do nacional TJ Brasil no ano anterior, o SBT Porto Alegre passou a produzir e exibir o TJ Rio Grande. O telejornal possuía na sua equipe nomes como Flávio Porcello, Regina Lima, Alex Gusmão, Carla Lopes e Cristiane Finger. Com uma estrutura reduzida, o informativo usava reportagens esportivas  cedidas pela TVE RS para complementar a cobertura. Foi exibido pela última vez em 1.º de dezembro de 1990, devido aos cortes promovidos pelo SBT após os efeitos negativos do Plano Collor.
No ano de 1992, após os Jogos Olímpicos de Barcelona, a emissora lançou um programa matinal de entrevistas chamado Agenda. Entrava no ar às 7h30. Este contou com a apresentação do radialista Ciro Machado e da jornalista Cristiane Finger. Durou até 1994. O Agenda marcou uma época negativa na história da emissora, caracterizada pela precariedade técnica. O programa sequer possuía gerador de caracteres e as vinhetas e chamadas eram produzidas pela TVE RS.
Após o fim do programa Agenda, o canal 5 passou a atuar como mera retransmissora do SBT paulistano, sem a inserção de qualquer programação própria, apenas comerciais. Em 2000, entrou no ar o SBT Rio Grande, apresentado por Cristiane Finger, inicialmente pela manhã, depois passando para o meio-dia. Com o avanço da TV Record RS na audiência, simbolizado pelo crescimento do Balanço Geral, o SBT RS tentou reformular o telejornal para uma linha mais popular. No entanto, a âncora Cristiane Finger se recusou a participar do projeto e optou por deixar a emissora em maio de 2009, sendo substituída por Juliano Tonial.
Em 31 de agosto, o SBT Rio Grande deixava de ser um telejornal fixo para se tornar um boletim informativo apresentado em quatro edições diárias ao longo da programação, com o nome SBT Rio Grande Extra. Em seu lugar, estreou o jornalístico Repórter Coragem, apresentado por Herbert de Souza, que era focado basicamente em matérias policiais e de forte apelo popular. A audiência, no entanto, não correspondeu, e sem aviso prévio, o programa foi cancelado e substituído novamente pelo SBT Rio Grande, que voltou a ser exibido em 29 de setembro. Tonial continuou a apresentar o telejornal em seu retorno até o fim de novembro, sendo substituído por Rafael Rocha, que assumiu o comando da atração em 14 de dezembro.
Em 13 de dezembro de 2010, a emissora reforça as manhãs com a estreia do Jornal do SBT Rio Grande Manhã, sob a apresentação de Edieni Ferigollo. Em 13 de junho de 2012, Rafael Rocha deixou o comando do SBT Rio Grande, após ser contratado pela TV Record RS. Em seu lugar, assumiu o repórter Wilson Rosa, que até então era apresentador interino do telejornal.
Em 22 de julho de 2013, a emissora estreou o SBT Esporte RS, dedicado a cobertura dos eventos esportivos locais, apresentado por Débora de Oliveira e com comentários de Ricardo Vidarte. Inicialmente, era exibido como um boletim diário nos intervalos do Programa do Ratinho e do Tele Seriados, mas em 20 de janeiro de 2014, tornou-se um programa fixo na grade, com exibição na faixa do meio-dia. Em 5 de maio, o SBT Rio Grande passa a ser apresentado pelo jornalista Marcelo Coelho, vindo do SBT Rio, enquanto Wilson Rosa voltou para a reportagem.
Em 20 de julho de 2015, o SBT Rio Grande Manhã passou a ser apresentado por Luciane Kohlmann, em razão de Edieni Ferigollo passar a se dedicar ao futuro telejornal da emissora na noites de segunda a sexta. Porém, o SBT RS decide transferir a equipe do SBT Rio Grande Manhã para o novo jornalístico, e em 31 de julho, o telejornal foi ao ar pela última vez. Em 3 de agosto, estreou na faixa noturna o SBT Rio Grande 2.ª edição, apresentado por Edieni Ferigollo, e que surgiu para impulsionar a audiência da emissora no horário. Em 16 de julho de 2016, a emissora e o SBT Santa Catarina passam a exibir o jornalístico Negócios da Terra, produzido desde 2008 pela Rede Massa do Paraná, para todo o sul do país.
Em 3 de abril de 2018, a jornalista Edieni Ferigollo deixou após quase 10 anos o SBT RS, e consequentemente o comando do SBT Rio Grande 2ª edição. O telejornal passou a ser apresentado interinamente pela repórter Bruna Ostermann, e posteriormente foi assumido por Felipe Vieira em 16 de abril. No mesmo dia, o comentarista Ricardo Vidarte faleceu vítima de um infarto fulminante, enquanto trabalhava na emissora horas antes do início do SBT Esporte RS, que em sinal de luto não foi ao ar.
Em 6 de maio de 2019, o apresentador Marcelo Coelho foi demitido pela emissora, que alegou mudanças de formato e readequação de perfil do SBT Rio Grande. Com a demissão de Coelho, o repórter Marcelo Chemale assumiu interinamente a apresentação do telejornal. Em 22 de julho, a emissora anunciou a contratação de André Haar, vindo da Record Guaíba, que assumiu o SBT Rio Grande em 29 de julho.
No dia 30 de junho de 2025, André Haar reassume a apresentação do SBT Rio Grande, a partir das 11h. Marcelo Chemale assume o programa Tá na Hora Rio Grande, a partir das 18h30min.  
Em janeiro de 2020, Felipe Vieira deixou a apresentação do SBT Rio Grande 2.ª edição, após mudar-se para São Paulo. Com isso, Marcelo Chemale assumiu o telejornal de forma interina. Em 3 de março, Débora de Oliveira deixa a emissora, onde estava desde 2013, no comando do SBT Esporte RS. O motivo foi uma mudança no formato da atração, que passou a ser quadro do SBT Rio Grande. Jeremias Werneck assumiu a atração interinamente até 9 de março, quando o quadro passou a ser comandado por Glauco Pasa, que fazia a editoria geral do programa desde 2019.
No dia 18 de março de 2024, estreou o programa Tá na Hora Rio Grande, com André Haar, substituindo o SBT Rio Grande 2ª Edição. 

### Entretenimento
A exceção do jornalismo, o SBT RS não produzia programas de entretenimento locais até 2004, quando estreou o programa Coisas do Sul, apresentado por Volmir Martins aos domingos pela manhã. Em 2010, estreou o Heranças do Sul, programa sobre a cultura gaúcha. Ele se passava numa cidade fictícia com o mesmo nome do programa, que era apresentado por Leandro Berlesi e Pepeu Gonçalves. O programa começou sendo apresentado aos domingos pela manhã, mas pouco depois passou para os sábados, até sair da grade em 2014.
Em 1.º de dezembro de 2012, a emissora passou a exibir o MasBah!, programa sobre eventos e curiosidades que ocorrem no Rio Grande do Sul apresentado por Ivo Schergl Jr. e dirigido por Diego Sangermano e Luiz Eduardo Rezende. Com a estreia da nova temporada em 30 de janeiro de 2015, a apresentação do programa passou a ficar a cargo de Marco Vinícius, o "Capu" e a direção por conta de Clayton Yukio. Em 14 de abril de 2018, o programa passou a ser apresentado por Mônica Fonseca, com a ida de Capu para a 92 FM.
Em setembro de 2014, a emissora exibiu aos sábados, no horário nobre, uma série especial denominada Cavalgada dos Extremos, em homenagem ao Festejo Farroupilha. A série mostrava as aventuras do grupo Cavaleiros da Paz em quatro continentes do planeta, e tinha apresentação do jornalista Marcelo Coelho. A série foi produzida em parceria com as agências Cuentos y Circo e Visual Agência.
Em 25 de outubro, a emissora estreou a adaptação televisiva do Grenalizando, programa humorístico da internet sobre a dupla Grenal, sendo apresentado por Lipe Assunção e Lucas Von (torcedores do Grêmio), Daniel Chiodelli e Lelê Bortholacci (torcedores do Internacional). Na temporada 2015, Lelê Bortholacci é substituído por Mano Changes na apresentação do programa.
Em 9 de maio de 2015, o Anonymus Gourmet, que havia sido exibido por 20 anos na RBS TV e na TVCOM (tendo ido ao ar pela última vez em 28 de março do mesmo ano), estreou no SBT RS, tendo a frente José Antônio Pinheiro Machado, o mesmo apresentador em sua fase anterior.
Em 11 de fevereiro de 2020, a apresentadora do MasBah!, Mônica Fonseca, deixou a atração após dois anos devido as reformulações na revista eletrônica. Em seu lugar, assumiu o programa a ex-jornalista da RBS TV, Brunna Colossi.

## Sinal digital

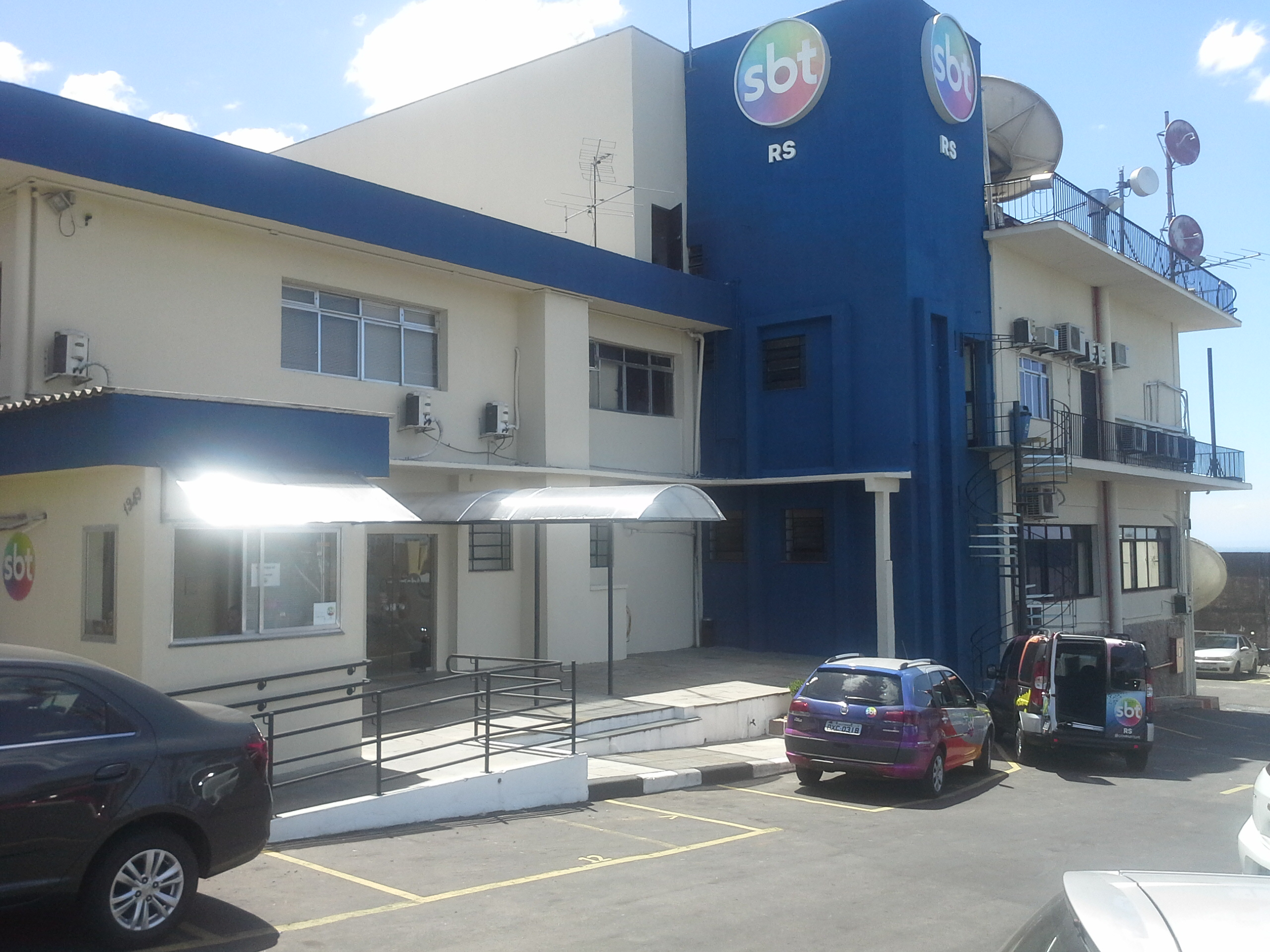
Sede do SBT RS, localizada no bairro Santa Tereza, em Porto Alegre, 2017

Em 4 de agosto de 2014, o SBT RS, bem como todas as outras emissoras próprias do SBT, passa a exibir toda a sua programação local em alta definição. A confirmação oficial, no entanto, só veio semanas depois, em 25 de agosto.
Transição para o sinal digital
Com base no decreto federal de transição das emissoras de TV brasileiras do sinal analógico para o digital, o SBT RS, bem como as outras emissoras de Porto Alegre, cessou suas transmissões pelo canal 5 VHF em 14 de março de 2018, seguindo o cronograma oficial da ANATEL. O switch-off aconteceu às 23h59, durante a exibição do Programa do Ratinho.

## Prêmios
Prêmio Esso de Jornalismo
- 2004: Esso Especial de Telejornalismo, concedido a Cristiane Finger, Milton Cougo, Karina Chaves e Aline Dallago, pela reportagem "Mulheres que Amam Demais"[42]